# Jonathan Techera
Jonathan Techera, vollständiger Name Jonathan Leonel Techera Saldaña, (* 20. November 1989 in Montevideo) ist ein uruguayischer Fußballspieler.

## Karriere

### Verein
Der je nach Quellenlage 1,80 m oder 1,82 m große Stürmer "Choco" Techera begann seine Karriere 2007 bei Defensor Sporting. Dort debütierte er am 23. August 2008, während des Torneo Apertura beim 0:0 im Spiel gegen den Club Atlético Cerro, in der Profimannschaft. Techera kam in Spielminute 60 für den Brasilianer Ederson auf das Spielfeld, musste es jedoch sechs Minuten später aufgrund einer roten Karte, wegen rüden Foulspiels, wieder verlassen. Insgesamt absolvierte er elf Liga- bzw. Liguilla-Spiele für Defensor und erzielte dabei sein einziges Tor beim 1:0-Sieg gegen Juventud in der Clausura 2009. Techera kam zudem zu drei Copa Libertadores Einsätzen für Defensor, bei denen er jeweils eingewechselt wurde.
In der Apertura 2009 stand er außerdem auf Leihbasis in den Reihen des Zweitligisten Club Atlético Rentistas.  Dort erzielte er am 4. Spieltag beim 1:0-Sieg über Sud América den Siegtreffer.
Zum Torneo Clausura 2010 wurde Techera für sechs Monate an den Cerro Largo FC verliehen. Techera kam auf fünf Saisoneinsätze ohne Torerfolg, wobei er zweimal in der Startaufstellung stand, sowie einen weiteren Einsatz in der Liguilla Pre Libertadores 2009. Sein letztes Spiel für Cerro Largo absolvierte er am 25. April 2010 gegen den Liverpool FC. Nach dem Abstieg Cerro Largos kehrte er Ende Juni kurzzeitig zu Defensor zurück.
Am 12. Juni 2010 unterzeichnete er einen Einjahresvertrag beim österreichischen Zweitligaverein FC Lustenau 07. Der Transfer erfolgte über Vermittlung des ehemaligen Lustenau-Stürmers Gerardo Diego Seoane, der seinem Ex-Verein Techera empfahl.
Am 2. August 2010 gelang ihm daraufhin im Heimspiel gegen den WAC/St. Andrä sein erster Torerfolg für die Lustenauer. Er traf in Minute 90 zum 2:2-Endstand.
| Saison | Bewerb             | Spiele (Tore) |
| ------ | ------------------ | ------------- |
| 2009   | 0Copa Libertadores | 03 (0)        |

Im Anschluss an seine Zeit in Österreich spielte er zunächst für den brasilianischen Verein EC 14 de Julho. In der Apertura 2011 verstärkte er dann ab August 2011 Sud América. Im Juli 2013 verließ er Sud América nach errungener Zweitligameisterschaft und Erstligaaufstieg. Zunächst wurde vermeldet, er habe sich dem honduranischen Club Platense angeschlossen. Im Rahmen dieses Leihgeschäfts betritt er ein Ligaspiel (kein Tor) für den Klub. Mitte August 2013 wird jedoch bereits der Club Deportivo Marathón als sein neuer Arbeitgeber geführt. Dort debütierte er am 25. August 2013 und schoss dabei ein Tor. Bis zu seinem letzten Einsatz am 25. April 2014 absolvierte er 19 Spiele und erzielte zwei Treffer. Anfang Juli 2014 erfolgte eine Ausleihe durch Platense an Deportivo Coatepeque. Bei den Guatemalteken bestritt er vier Ligaspiele und schoss drei Tore. Anfang März 2015 verpflichtete der in Montevideo beheimatete Klub Boston River Techera. Ligaeinsätze in der Clausura 2015 sowie in der Apertura 2015 sind für ihn allerdings nicht verzeichnet. Ende Januar 2016 schloss er sich dem Zweitligisten Huracán Football Club an und absolvierte bis Saisonende drei Ligaspiele (kein Tor). Anfang Juli 2016 verpflichtete ihn der ecuadorianische Zweitligist Gualaceo SC. Dort soll er elf Ligaspiele (kein Tor) absolviert haben. Mitte Januar 2017 war er zunächst vereinslos. Ende Januar 2017 kehrte er dann zu Huracán zurück und verließ den Verein nach einer Saison wieder.
2019 spielte er für Central Español in der uruguayischen Segunda División. In den Folgejahren spielte Techera für diverse Clubs, wobei Angaben zu einzelnen Stationen oft lückenhaft dokumentiert sind. Seit 2024 steht Techera beim Deutscher FK unter Vertrag.

### Erfolge
- Clausura: 2009